# NGC 4478
NGC 4478 је елиптична галаксија у сазвежђу Девица која се налази на NGC листи објеката дубоког неба.
Деклинација објекта је + 12° 19' 43" а ректасцензија 12h 30m 17,3s. Привидна величина (магнитуда) објекта NGC 4478 износи 11,4 а фотографска магнитуда 12,4. Налази се на удаљености од 16,374 милиона парсека од Сунца. NGC 4478 је још познат и под ознакама UGC 7645, MCG 2-32-99, CGCG 70-133, VCC 1279, PGC 41297.